# المرزوقي
المرزوقي عالم نحوي ورحالة وجغرافي، اسمه أبو علي أحمد بن محمد بن الحسن المرزوقي، ولد في أصفهان، من علماء الأدب واللغة والنحو، قال الصاحب بن عباد : فاز بالعلم من أصفهان ثلاثة : حائك وحلاج وإسكاف فالحائك هو المرزوقي، توفي عام 421 هـ الموافق 1030م.

## نشأته وعلمه
تتلمذ المرزوقي علي يد شيخه أبي علي الفارسي، قرأ عليه كتاب سيبويه، وتتلمذ له أحد طلابه يدعى سعيد البقال، وكان المرزوقي معلم أولاد بني بويه بأصفهان، وقد نبغ في اللغة حتى أصبح من علماء اللغة، كما كان في الشروح اللغوية المستفيضة التي أقامها على ديواني الحماسة والمفضليات، وعلى كتاب الفصيح لثعلب، وكما يعد المرزوقي ناقدا أدبيا، نسبة ترك إلى المقدمة النقدية التي قدم بها لكتابه شرح ديوان الحماسة.

## مؤلفاته
للمرزوقي ثمان مؤلفات بين كتب ورسائل ومخطوطات وهي:
- شرح ديوان الحماسة.
- الأزمنة والأمكنة.
- القول في ألفاظ الشمول والعموم والفصل بينهما.
- شرح المفضليات.
- شرح الفصيح.
- الأمالي.
- مفردات متعددة في النحو.
- شرح الموجز في النحو.